# Montauriol (Pyrénées-Orientales)
Montauriol (catalansk: Montoriol) er en by og kommune i departementet Pyrénées-Orientales i Sydfrankrig.

## Geografi
Montauriol ligger 23 km sydvest for Perpignan. Nærmeste byer er mod vest Caixas (6 km) og mod øst Fourques (6 km).

## Demografi

### Udvikling i folketal
| 1962                                                              | 1968 | 1975 | 1982 | 1990 | 1999 | 2007 | 2011 | 2017 |
| ----------------------------------------------------------------- | ---- | ---- | ---- | ---- | ---- | ---- | ---- | ---- |
| 77                                                                | 78   | 90   | 125  | 165  | 188  | 212  | 213  | 247  |
| Tal fra og med 1962 er uden dobbelttælling (sans doubles comptes) |      |      |      |      |      |      |      |      |